# Liste der Straßen und Brücken in Hamburg-Ochsenwerder

Lage von Hamburg-Ochsenwerder in Hamburg und im Bezirk Bergedorf (hellrot)

Die Liste der Straßen und Brücken in Hamburg-Ochsenwerder ist eine Übersicht der im Hamburger Stadtteil Ochsenwerder vorhandenen Straßen, Plätze und Brücken. Sie ist Teil der Liste der Verkehrsflächen in Hamburg.

## Überblick
In Ochsenwerder (Ortsteilnummer 608) leben 3039 Einwohner (Stand: 31. Dezember 2023) auf 14,0 km². Ochsenwerder liegt im Postleitzahlenbereich 21037.
In Ochsenwerder gibt es 29 benannte Verkehrsflächen, darunter drei Brücken.

## Übersicht der Straßen
Die nachfolgende Tabelle gibt eine Übersicht über alle benannten Verkehrsflächen – Straßen, Plätze und Brücken – im Stadtteil sowie einige dazugehörige Informationen. Im Einzelnen sind dies:
- Name/Lage: aktuelle Bezeichnung der Straße, des Platzes oder der Brücke. Über den Link (Lage) kann die Straße, der Platz oder die Brücke auf verschiedenen Kartendiensten angezeigt werden. Die Geoposition gibt dabei ungefähr die Mitte an. Bei längeren Straßen, die durch zwei oder mehr Stadtteile führen, kann es daher sein, dass die Koordinate in einem anderen Stadtteil liegt.
- Straßenschlüssel: amtlicher Straßenschlüssel, bestehend aus einem Buchstaben (Anfangsbuchstabe der Straße, des Platzes oder der Brücke) und einer dreistelligen Nummer.
- Länge/Maße in Metern:
Hinweis: Die in der Übersicht enthaltenen Längenangaben sind nach mathematischen Regeln auf- oder abgerundete Übersichtswerte, die im Digitalen Atlas Nord[1] mit dem dortigen Maßstab ermittelt wurden. Sie dienen eher Vergleichszwecken und werden, sofern amtliche Werte bekannt sind, ausgetauscht und gesondert gekennzeichnet.
Bei Plätzen sind die Maße in der Form a × b bei rechteckigen Anlagen oder a × b × c bei dreiecksförmigen Anlagen mit a als längster Kante dargestellt.
Der Zusatz (im Stadtteil) gibt an, wie lang die Straße innerhalb des Stadtteils ist, sofern sie durch mehrere Stadtteile verläuft.
- Namensherkunft: Ursprung oder Bezug des Namens.
- Datum der Benennung: Jahr der offiziellen Benennung oder der Ersterwähnung eines Namens, bei Unsicherheiten auch die Angabe eines Zeitraums.
- Anmerkungen: Weitere Informationen bezüglich anliegender Institutionen, der Geschichte der Straße, historischer Bezeichnungen, Baudenkmale usw.
- Bild: Foto der Straße oder eines anliegenden Objektes.

| Name/Lage                           | Straßen- schlüssel | Länge/Maße (in Metern) | Namensherkunft                                                                                                  | Datum der Benennung | Anmerkungen | Bild                                                 |
| ----------------------------------- | ------------------ | ---------------------- | --- | ------------------- | --- | ---------------------------------------------------- |
| Abelke-Bleken-Ring (Lage)           | A741               | 0480                   | Abelke Bleken († 1583), Opfer der Hexenverbrennung                                                              | 2015                | | Abelke-Bleken-Ring                                   |
| Alter Kirchdeich (Lage)             | A151               | 0410                   | nach dem alten Weg zur Ochsenwerder Kirche                                                                      | 1910                | | Alter Kirchdeich                                     |
| Beim Avenberg (Lage)                | B198               | 0265                   | nach einer Flurbezeichnung                                                                                      | 1935                | | Beim Avenberg                                        |
| Dorferbogen (Lage)                  | D248               | 0555 (im Stadtteil)    | in Anlehnung an den Dorferweg und den Verlauf der Straße                                                        | 1970                | nördlicher Teil in Spadenland | Dorferbogen                                          |
| Dorferweg (Lage)                    | D151               | 0185                   | nach dem Weg, der vom Elbdeich ins Dorf Ochsenwerder führte                                                     | 1910                | | Dorferweg                                            |
| Durchdeich (Lage)                   | D231               | 0340 (im Stadtteil)    | nach seinem Verlauf durchs westliche Kirchwerder                                                                | ca. 1570            | erste Deichanlage im Gebiet Kirchwerder/Ochsenwerder; nur die Grundstücke 5 bis 45 auf der westlichen Seite in Ochsenwerder, sonst in Kirchwerder, insbesondere die komplette Straßenfläche               | Durchdeich                                           |
| Eichholzfelder Deich (Lage)         | E068               | 0555                   | nach einer Familie Eyckholt (oder ähnlich), deren Anwesenheit in Ochsenwerder von 1479 bis 1815 nachweisbar ist | 1910                | | Eichholzfelder Deich                                 |
| Elversweg (Lage)                    | E172               | 1125                   | nach einer seit 1563 in Ochsenwerder ansässigen Bauernfamilie Elvers                                            | 1910                | | Elversweg                                            |
| Fritz-Schade-Weg (Lage)             | F354               | 0150                   | Fritz Schade (1905–1972), von 1932 bis 1952 Pastor an der St.-Pankratius-Kirche                                 | 2012                | Schade setzte sich während der NS-Zeit für Erleichterungen der Insassen des KZ Neuengamme ein. | Fritz-Schade-Weg                                     |
| Gauerter Hauptdeich (Lage)          | G364               | 2740                   | nach Lage und Funktion im Ochsenwerder Ortsteil Gauert                                                          | 1970                | | Gauerter Hauptdeich                                  |
| Graumanntwiete (Lage)               | G373               | 0305                   | Henry Graumann (1890–1960), Gemeindevorsitzender und Deichvogt                                                  | 1972                | | Graumanntwiete                                       |
| Landscheidewegbrücke (Lage)         | –                  | 0020                   | in Anlehnung an den Ochsenwerder Landescheideweg                                                                | 1976                | führt im Zuge des Ochsenwerder Landescheidewegs über den Ochsenwerder Schöpfwerksgraben | Landscheidewegbrücke                                 |
| Ochsenwerder Elbdeich (Lage)        | O015               | 4170                   | nach Lage und Funktion im Stadtteil                                                                             | 1910                | | Ochsenwerder Elbdeich                                |
| Ochsenwerder Kirchendeich (Lage)    | O016               | 0475                   | nach dem Weg zur Ochsenwerder St.-Pankratius-Kirche                                                             | 1948                | | Ochsenwerder Kirchendeich                            |
| Ochsenwerder Landescheideweg (Lage) | O017               | 4520                   | nach dem Verlauf der Land-Wasser-Scheide                                                                        | 1948                | östliche Straßenfläche im südlichen Verlauf in Kirchwerder, ca. 80 Meter südlich des Fünfhausener Schöpfwerksgrabens komplett in Kirchwerder                                                              | Ochsenwerder Landscheideweg                          |
| Ochsenwerder Landstraße (Lage)      | O018               | 0415 (im Stadtteil)    | nach dem Verlauf im Stadtteil                                                                                   | 1916                | nördlich des Schwerswegs auf der Grenze zwischen Spadenland und Tatenberg | Ochsenwerder Landstraße                              |
| Ochsenwerder Mühlenweg (Lage)       | O019               | 0170                   | nach dem Weg zur Ochsenwerder Windmühle, die nach dem Ersten Weltkrieg abgebrochen wurde                        | 1948                | | Ochsenwerder Mühlenweg                               |
| Ochsenwerder Norderdeich (Lage)     | O020               | 4080                   | nach Lage und Funktion im Stadtteil                                                                             | 1910                | | Ochsenwerder Norderdeich                             |
| Ochsenwerder Twiete (Lage)          | O021               | 0265                   | nach der Lage im Stadtteil                                                                                      | 1948                | Eine Twiete ist ein kleiner Verbindungsweg zwischen zwei Straßen. | Ochsenwerder Twiete                                  |
| Oortkatenufer (Lage)                | O097               | 1380                   | in Anlehnung an den Oortkatenweg                                                                                | 1967                | | Oortkatenufer                                        |
| Oortkatenweg (Lage)                 | O098               | 2585                   | nach einer Flurbezeichnung                                                                                      | 1924                | | Oortkatenweg                                         |
| Oortkatenwegbrücke (Lage und Lage)  | –                  | 0015                   | in Anlehnung an den Oortkatenweg                                                                                | 1924                | Im Zuge des Oortkatenwegs gibt es zwei Brücken dieses Namens, die eine führt über den nördlichen, die andere über den südlichen Ochsenwerder Sammelgraben; beide Brücken haben in etwa die gleiche Länge. | Oortkatenwegbrücke (Nord) · Oortkatenwegbrücke (Süd) |
| Overwerder Bogen (Lage)             | O175               | 0470 (im Stadtteil)    | nach einer Flurbezeichnung und dem Verlauf der Straße                                                           | 1967                | südlicher Teil in Kirchwerder | Overwerder Bogen                                     |
| Overwerder Hauptdeich (Lage)        | O182               | 2685 (im Stadtteil)    | nach einer Flurbezeichnung und der Funktion der Straße                                                          | 1970                | südlicher Teil in Kirchwerder | Overwerder Hauptdeich                                |
| Reitdeich (Lage)                    | R143               | 0025 (im Stadtteil)    | nach der Lage als Schutzdeich der Reit, dem westlichen Teil Reitbrooks                                          | 1927                | nordöstlicher Teil jenseits der Gose-Elbe in Reitbrook | Reitdeich                                            |
| Spadenländer Hauptdeich (Lage)      | S838               | 0415 (im Stadtteil)    | nach Lage und Funktion                                                                                          | vor 1936            | Teil des großen Elbdeichs; nördlicher Teil in Spadenland | Spadenländer Hauptdeich                              |
| Spadenländer Weg (Lage)             | S520               | 0140 (im Stadtteil)    | Hamburger Stadtteil Spadenland                                                                                  | 1927                | nördlicher Teil in Spadenland | Spadenländer Weg                                     |
| Voßort (Lage)                       | V124               | 0460                   | nach einer Flurbezeichnung                                                                                      | 1910                | niederdeutsch Voss = Fuchs, so auch die Schreibweise auf dem Straßenschild | Voßort                                               |